# Capparis lucida
Capparis lucida är en kaprisväxtart som beskrevs av Joseph Banks och Dc. Capparis lucida ingår i släktet Capparis och familjen kaprisväxter. Inga underarter finns listade i Catalogue of Life.